# Remda
Remda ist ein Ortsteil der Stadt Rudolstadt im Landkreis Saalfeld-Rudolstadt in Thüringen.

## Geografie
Die weitere Umgebung des Ortsteils ist im Süden von bewaldeten Buntsandsteinbergen und im Norden von steil ansteigenden Muschelkalkhöhen geprägt, die durch den Taleinschnitt der Remdaer Rinne voneinander getrennt werden. Südlich von Remda wachsen auf Buntsandstein eichenreiche Laubgehölze mit Massenbeständen an Maiglöckchen und Schattenblümchen. Die Waldränder zieren Hainwachtelweizen, Goldrute, Pechnelke, Heidenelke, Prachtnelke sowie vereinzelt Großblütiger Fingerhut und Fuchssche Kuckucksblume.

## Geologische Besonderheit
Die Deube entspringt am 461 Meter hohen Galgenberg bei Ehrenstein. Unterhalb von Geilsdorf versickert der Fluss im verkarsteten Untergrund. Sein Wasser fließt nicht in die Ilm, sondern tritt im Remdaer Gebiet, etwa zehn Kilometer östlich, wieder zutage und fließt von dort aus der Saale zu.

## Geschichte
Remda gehört nach den urkundlichen und archäologischen Quellen zu den ältesten Ortschaften Ostthüringen. Die Existenz einer aus drei Weilern bestehenden germanisch-slawischen Gruppensiedlung tres villulae Remnidi im 8. Jahrhundert geht aus Besitzverzeichnissen der Klöster Fulda und Hersfeld hervor und wird durch zeitgleiche Bodenfunde bestätigt.
Inmitten der drei Remda-Dörfer Altremda, Kirchremda, und Sundremda wurde im 12. oder 13. Jahrhundert, wohl auf Veranlassung der Grafen von Schwarzburg, angelehnt an deren älteren Burg, die etwa 300 × 300 Meter große, mit Mauern und Graben umgebene und mit vier Ecktürmen und drei Toren versehene Stadt Remda angelegt.

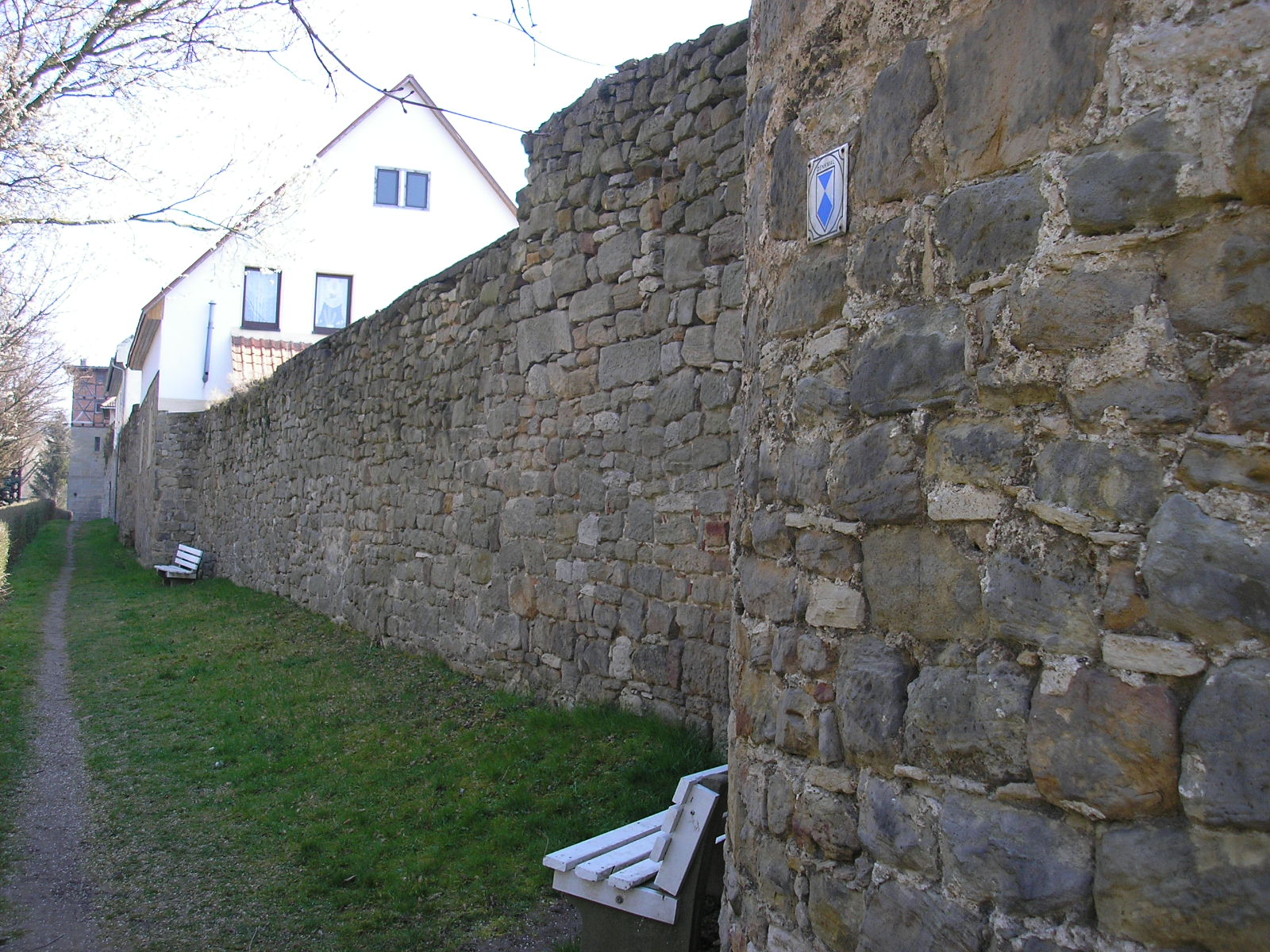
Stadtmauer

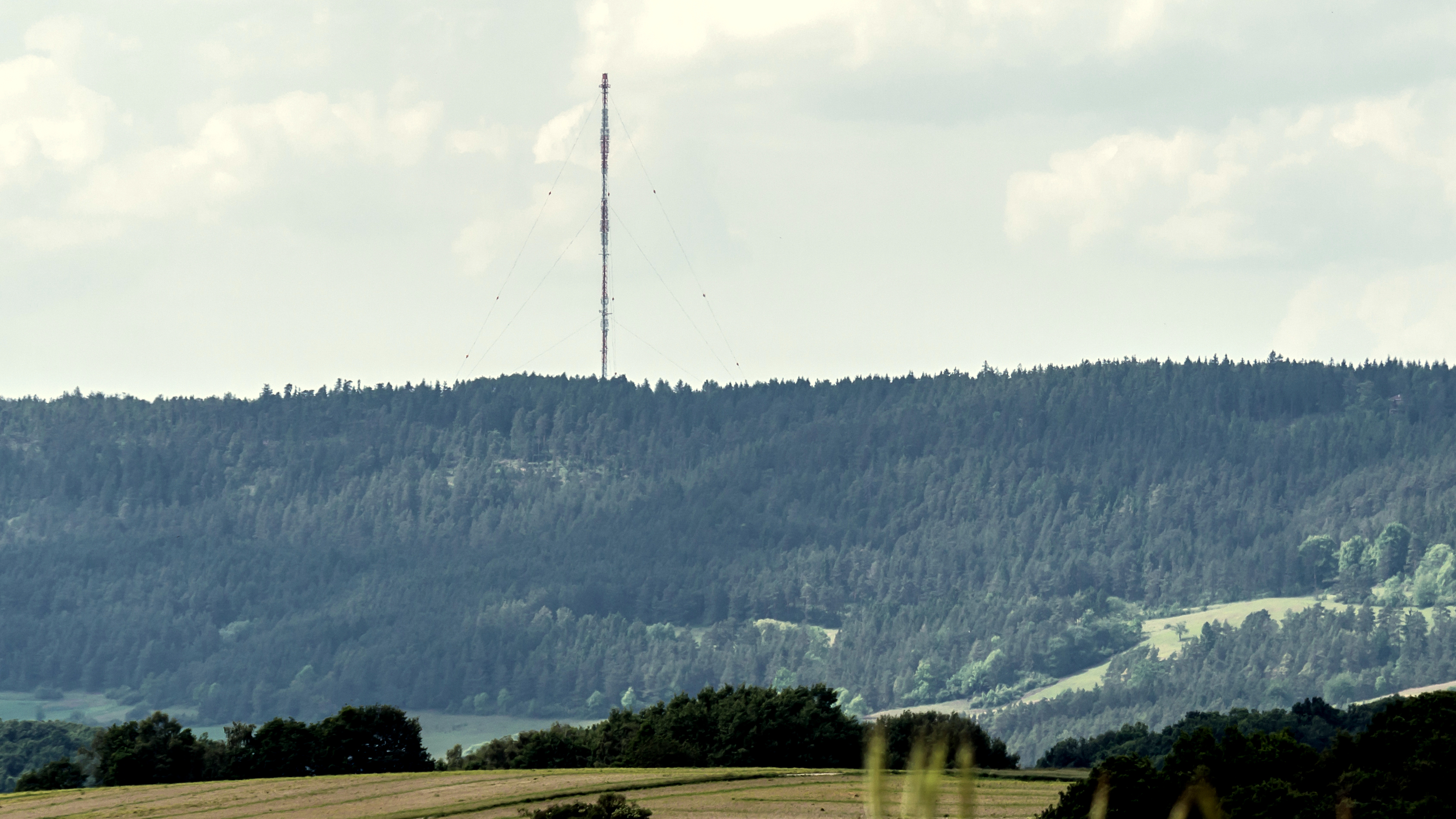
Großer Kalmberg

1286 und 1288 werden die civitas und ihr Schultheiß, 1319 die Burg, 1367 die Stadtbefestigung erwähnt. 1362 erhielt das Städtchen zwei Jahrmärkte, 1378 einen Wochenmarkt. 1432 gingen Burg, Stadt und Herrschaft Remda in das Eigentum der Grafen von Gleichen über, 1633 zur Verwaltung und Nutzung der Jenaer Universität, die 1690 für ihren Eigenbedarf eine Papiermühle bauen ließ. Nach mehrmaligen Wechsel der sachsen-ernestinischen Länder kam das Amt Remda 1741 an das Herzogtum Sachsen-Weimar-Eisenach. Damals zählte der Stadtremda genannte Ort 586 Einwohner, unter ihnen 62 selbständige Handwerker sowie mehrere Arbeiter einer kleinen Strumpfwirkerei. Zur Stadt gehörten drei Mahl-, eine Öl- und eine Papiermühle.
Wirtschaftliche Basis der kleinen Stadt war in allen Jahrhunderten ihrer Geschichte die Landwirtschaft in enger Verknüpfung mit dem örtlichen Handwerk und den zentralörtlichen Funktionen für die umliegenden Dörfer.
Am Ende des Zweiten Weltkrieges, am 12. und 13. April 1945, beschossen amerikanische Artillerie- und Panzereinheiten die Stadt und zerstörten das Rathaus und weitere 19 Wohngebäude.
Bei Remda gab es zur DDR-Zeit auf dem Großen Kalmberg Raketenstellungen, ein Flugabwehrraketen-System der 51. FRBr der NVA war dort stationiert.
Am 20. Juni 1957 wurde Kirchremda eingemeindet. Altremda folgte am 1. März 1974. Seit dem 1. Januar 1997 bildet Remda zusammen mit Teichel und zehn weiteren Orten die neue Stadt Remda-Teichel. Zum 1. Januar 2019 wurde Remda im Zuge der Eingemeindung von Remda-Teichel ein Stadtteil von Rudolstadt.

## Kirche
- St. Simon und Juda (Remda)

## Wappen
Blasonierung: „In Blau ein aufgerichteter, hersehender goldener Löwe mit roter Zunge und Bewehrung.“

## Grundriss und Stadtbild
Von den alten Stadtbefestigungsanlagen aus dem 14. Jahrhundert blieben der neun Meter hohe Turm im Nordwesten erhalten, der 1976 mit einem neuen Kegeldach versehen wurde, desgleichen Teile der vier Meter hohen und bis zu 1,35 Meter starken Stadtmauer. Ein weiterer Turm wurde restauriert. Das Zentrum Remdas bildet der quadratisch angelegte Marktplatz, von dem nördlicher und südlicher Richtung jeweils zwei Straßen ausgehen, eine weitere verläuft nach Westen. Die enge kleinstädtische Bebauung wird durch mehrere schmale Gassen erschlossen.

## Wirtschaft
In Remda überwiegt die Baubranche mit Heizungsbau, Schornsteintechnik, Trockenbau, Fenster- und Türensystembau und Landschaftsbau, hinzu kommen weiterhin Schuh- und Lampenproduktion, Reifendienst, Recycling und Transportwesen. Remda verfügt über eine gute Ausstattung mit Versorgungs- und Dienstleistungseinrichtungen, die auch von der Bevölkerung der umliegenden Gemeinden genutzt werden.
Dazu gehören Arzt, Kinderarzt, Apotheke, verschiedene Kultur- und Sportstätten sowie Gaststätten.

## Kultur und Sehenswürdigkeiten

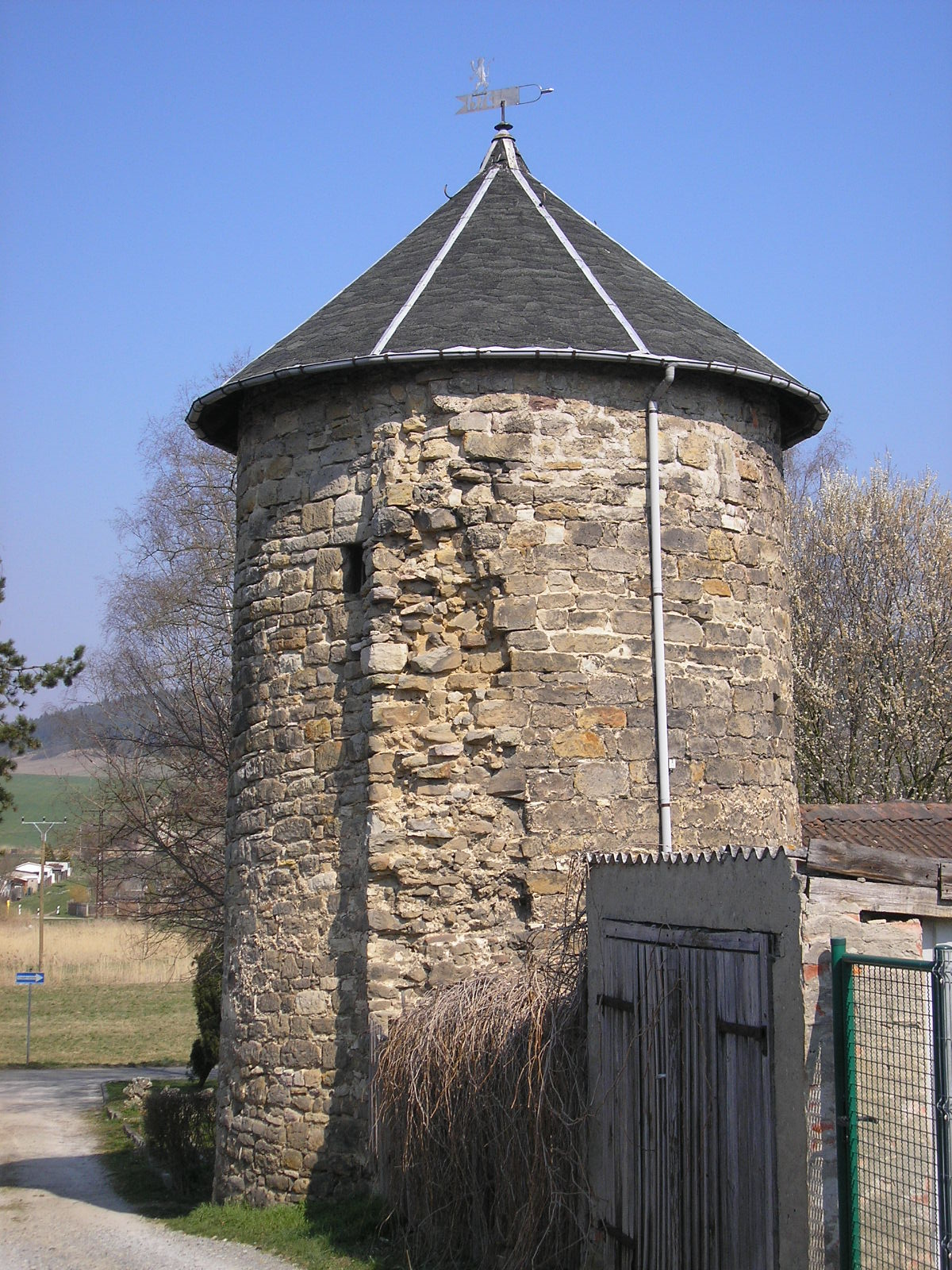
Turm

### Gedenkstätten
Seit 1985 erinnert an der Sundremdaer Straße eine Stele an die Leiden der KZ-Häftlinge aus dem Außenlager Ohrdruf SIII des KZ Buchenwald, die im Frühjahr 1945 durch den Ort getrieben wurden.

### Vereine
Zahlreiche Vereine geben Möglichkeiten für ein geselliges Leben in der Stadt. Neben Sport- und Karnevalsvereinen sind der neu gegründete Förderverein für Arbeit und Umwelt sowie Jagd- und Hegegemeinschaft zu nennen. Der traditionsreiche Schützenverein hat auf dem ehemals militärisch genutzten Großen Kalmberg eine Halle für Klein- und Großkaliberschießen errichtet und trägt sich mit Erweiterungsabsichten.

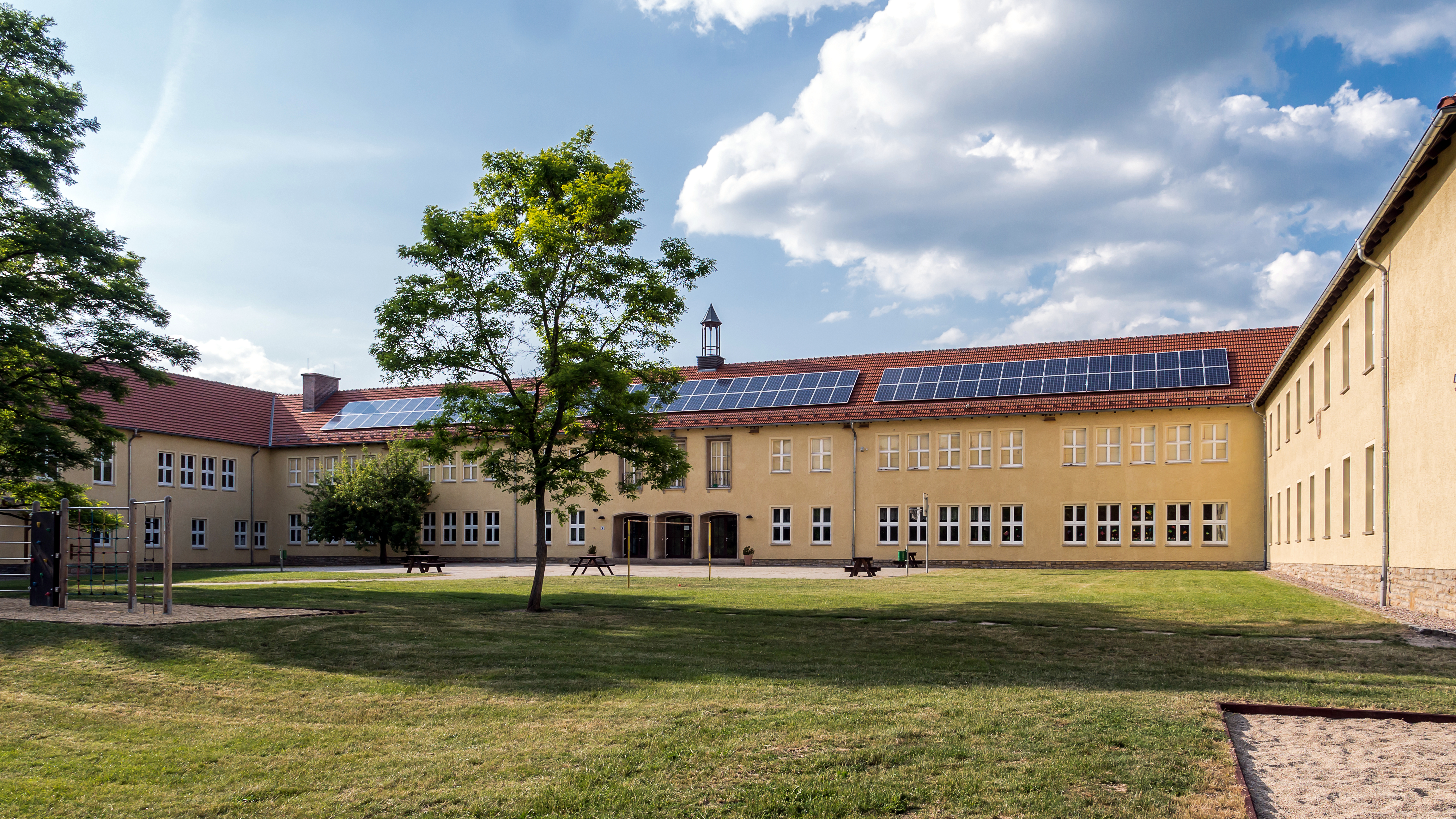
Staatl. Grund- und Regelschule Remda
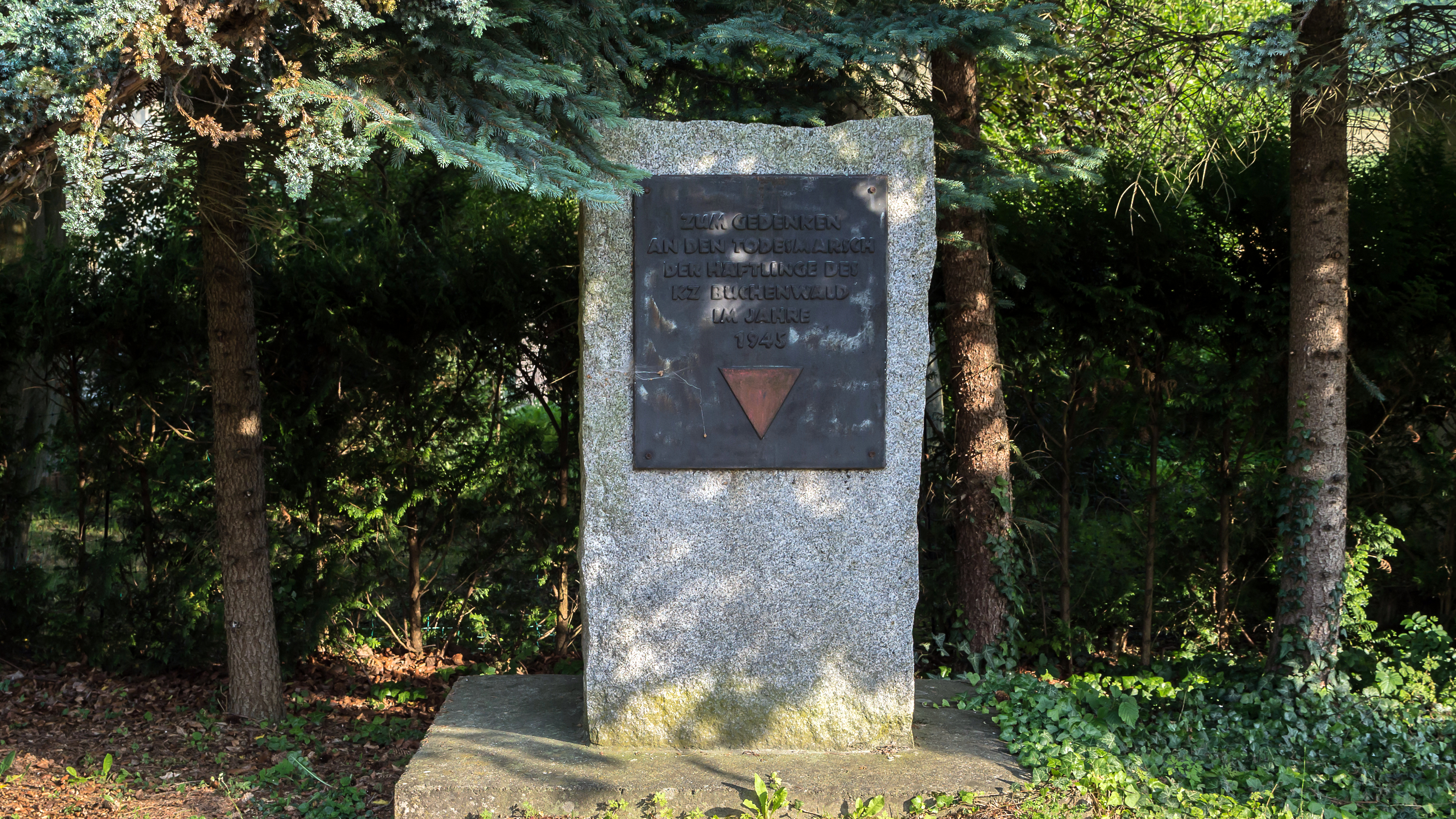
Gedenkstein „Todesmarsch der Buchenwald-Häftlinge“
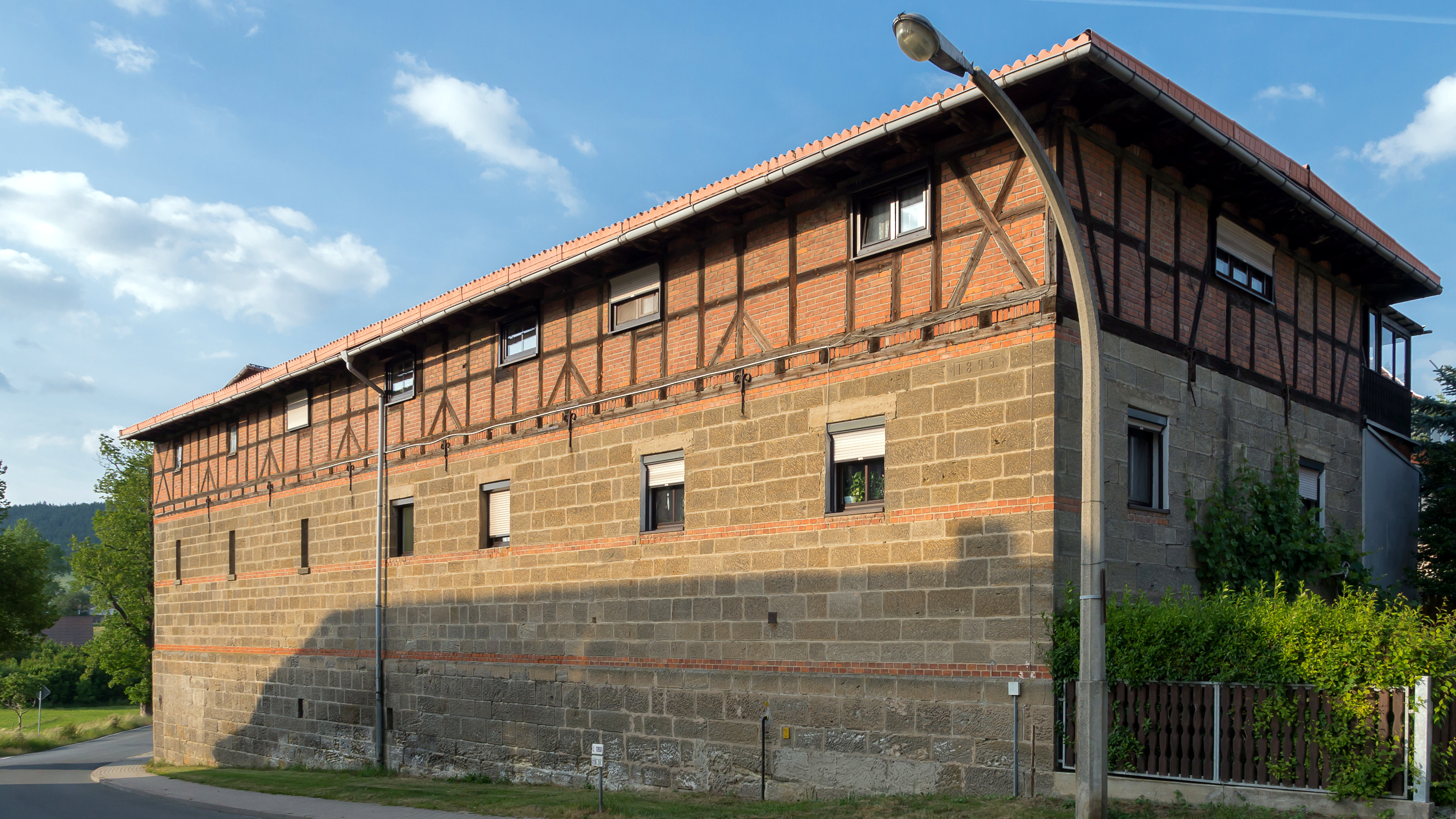
Stadtmauer im Bereich Rudolstädter Straße 9

## Persönlichkeiten

### Ehrenbürger
- Paul von Hindenburg (1847–1934), Generalfeldmarschall[4]

### Töchter und Söhne des Ortes
- Johann Debel (1540–1610), Philologe und lutherischer Theologe
- Nicodemus Lappius (1582–1663), Theologe
- August Wilhelm von Thüna (1721–1787), preußischer Generalmajor
- Johann August Reichardt (1741–1808), Rechtswissenschaftler
- Philipp Schweitzer (1846–1890), Skandinavist
- Eberhard Klitzsch (1933–2018), Geologe
- Ulrich Oevermann (* 1956), Fußballspieler